# Grep

grep este o comandă UNIX pentru căutare de text. Denumirea vine de la primele litere ale „global/regular expression/print”, ce reprezintă o serie de comenzi pentru editoare de text precum ed. Comanda "grep" caută în fișiere sau în intrarea standard liniile care corespund unei expresii regulate date și le scrie către ieșirea standard.

## Utilizare
Acesta este un exemplu comun de folosire a lui "grep":
```
grep
 
apple
 
fruitlist.txt

```

În acest caz , "grep" afișează toate liniile care conțin "apple" din fișierul "fruitlist.txt", fără a ține seama de separarea între cuvinte. Astfel, liniile ce conțin secvențele "pineapple" sau "apple" sunt de asemenea afișate. Implicit, comanda "grep" este sensibilă la majuscule, deci liniile ce conțin "Apple" (scris cu litera mare A) nu vor fi afișate, cu excepția situației în care acestea ar conține altundeva și secvența "apple".
O expresie regulată poate fi folosită pentru a efectua interogări mai complicate. Următoarea comandă afișează toate liniile din fișierul fruitlist.txt care încep cu litera a (^), urmat de orice caracter (.), apoi de literele ple.
```
grep
 
^a.ple
 
fruitlist.txt

```

Așa cum s-a menționat mai sus, termenul de "grep" provine de la modul de utilizare a editoarelor de text asemnănătoare cu ed. Înainte ca grep să fi fost creat ca un program de sine stătător, același efect ar fi putut fi obținut prin:
```
ed
 
fruitlist.txt
g/^a.ple/p
q

```

Aici, linia a doua este comanda dată editorului pentru a căuta liniile ce se potrivesc cu expresia regulată specificată și pentru a le afișa. Comanda de pe ultima linie are ca efect terminarea programului.
Ca majoritatea comenzilor Linux , "grep" acceptă diverși parametri la linia de comandă. Spre exemplu, următoarea comandă afișează toate liniile conținând "apple" , indiferent de capitalizare.
```
grep
 
-i
 
apple
 
fruitlist.txt

```

Argumentul "-i" configurează programul grep să lucreze în modul insensibil la majuscule, considerând astfel literele mari ca litere mici.
Următoarea comandă afișează toate liniile care conțin "apple" ca un cuvânt de sine stătător (astfel, "pineapple" sau "apples" nu se vor potrivi):
```
grep
 
-w
 
apple
 
fruitlist.txt

```

De remarcat că și liniile din fruitlist.txt ce conțin cuvântul de "apple" urmat de caracterul cratimă (-) se vor potrivi:
```
cat
 
fruitlist.txt
apple
apples
pineapple
apple-
apple-fruit
fruit-apple

grep
 
-w
 
apple
 
fruitlist.txt
apple
apple-
apple-fruit
fruit-apple

```

## Variații
Există implementări nenumărate și diverse variații ale programului grep disponibile pentru multe sisteme de operare. Unele dintre primele variante ale lui grep au fost egrep și fgrep.

## Mod de utilizare ca un verb de conversație
În decembrie 2003, Oxford English Dictionary Online adaugă intrările pentru  "grep" atât ca un substantiv și un verb.